# Eleição municipal de Manaus em 2004
A Eleição municipal da cidade brasileira de Manaus ocorrereu no dia 3 de outubro de 2004 para a eleição de 1 (um) prefeito, 1 (um) vice-prefeito e de 37 (trinta e sete) vereadores para a administração da cidade.
Manaus contou com seis candidatos concorrendo ao cargo de prefeito. Entre os principais candidatos: Serafim Corrêa (PSB), Amazonino Mendes (então PFL), Arthur Virgílio do Carmo Ribeiro Bisneto (PSDB) e Plínio Valério Tomaz. Como os 2 principais candidatos ao cargo majoritário (Serafim Corrêa, do PSB e Amazonino Mendes, do PFL) não alcançaram a maioria absoluta dos votos válidos, houve um novo escrutínio no dia 31 de outubro do mesmo ano, com vitória de Serafim Corrêa (386.767 votos, contra 361.580 de seu rival). O prefeito e o vice-prefeito eleitos assumiram os cargos no dia 1 de janeiro de 2005 e seus mandatos terminaram no dia 31 de dezembro de 2008.

## Candidatos
|  | Nº | Candidato(a) a prefeito | Candidato(a) a prefeito                                        | Candidato(a) a vice-prefeito | Candidato(a) a vice-prefeito                           | Coligação |
|  | -- | ----------------------- | -------------------------------------------------------------- | ---------------------------- | ------------------------------------------------------ | --- |
|  | 16 |                         | Herbert Amazonas (PSTU) Herbert Amazonas Massulo               |                              | Sidney Cabral (PSTU) Sidney Veiga Cabral               | Sem coligação - Partido Socialista dos Trabalhadores Unificado (PSTU) |
|  | 25 |                         | Amazonino Mendes (PFL) Amazonino Armando Mendes                |                              | Bosco Saraiva (PPS) João Bosco Gomes Saraiva           | "O Prefeito que a Gente Quer" - Partido da Frente Liberal (PFL) - Partido Popular Socialista (PPS) - Partido Progressista (Brasil) (PP) - Partido Trabalhista Brasileiro (PTB) - Partido do Movimento Democrático Brasileiro (PMDB) - Partido Social Liberal (PSL) - Partido Trabalhista Nacional (PTN) - Partido Social Cristão (PSC) - Partido dos Aposentados da Nação (PAN) - Partido da Social Democrata Cristão (PSDC) - Partido Humanista da Solidariedade (PHS) - Partido da Mobilização Nacional (PMN) - Partido Trabalhista Cristão (PTC) - Partido Republicano Progressista (PRP) - Partido de Reedificação da Ordem Nacional (PRONA) |
|  | 40 |                         | Serafim Corrêa (PSB) Serafim Fernandes Corrêa                  |                              | Mário Frota (PDT) José Mário Frota Moreira             | "Agora é a Vez" - Partido Socialista Brasileiro (PSB) - Partido Democrático Trabalhista (PDT) |
|  | 43 |                         | Plínio Valério (PV) Francisco Plínio Valério Tomaz             |                              | Tony Medeiros (PV) João Wellington de Medeiros Cursino | Sem coligação - Partido Verde (PV) |
|  | 45 |                         | Arthur Bisneto (PSDB) Arthur Virgílio do Carmo Ribeiro Bisneto |                              | Professor José Carlos (PSDB) José Carlos da Silva Lima | Sem coligação - Partido da Social Democracia Brasileira (PSDB) |
|  | 65 |                         | Vanessa Grazziotin (PCdoB) Vanessa Grazziotin                  |                              | Humberto Michiles (PL) Darcy Humberto Michiles         | "Manaus Melhor" - Partido Comunista do Brasil (PCdoB) - Partido Liberal (PL) - Partido dos Trabalhadores (PT) - Partido Comunista Brasileiro (PCB) - Partido Renovador Trabalhista Brasileiro (PRTB) - Partido Trabalhista do Brasil (PTdoB) |

## Coligações proporcionais
| Coligação                    | Partidos                                 |
| ---------------------------- | ---------------------------------------- |
| Agora é a Vez                | PSB e PDT                                |
| Avança Social                | PHS e PSC                                |
| Frente Trabalhista de Manaus | PTB e PPS                                |
| Manaus Melhor 1              | PRTB e PL                                |
| Manaus Melhor 2              | PCdoB e PT                               |
| Manaus Melhor 3              | PCB e PTdoB                              |
| Renovação pra Valer          | PRP, PTC e PMN                           |
| Unidos Venceremos            | PAN e PRONA                              |
| Sem coligação                | PSDB, PV, PTN, PMDB, PSDC, PFL, PP e PSL |

## Resultados dos dois turnos
| 1º Turno 3 de outubro de 2004 | 1º Turno 3 de outubro de 2004 | 1º Turno 3 de outubro de 2004 | 1º Turno 3 de outubro de 2004 |
| Candidato(a)                  | Vice                          | Votação                       | Votação                       |
| Candidato(a)                  | Vice                          | Total                         | Porcentagem                   |
| ----------------------------- | ----------------------------- | ----------------------------- | ----------------------------- |
| Amazonino Mendes (PFL)        | Bosco Saraiva (PPS)           | 326.709                       | 43,50%                        |
| Serafim Corrêa (PSB)          | Mário Frota (PDT)             | 216.103                       | 28,77%                        |
| Vanessa Grazziotin (PCdoB)    | Humberto Michiles (PL)        | 103.333                       | 13,76%                        |
| Plínio Valério (PV)           | Tony Medeiros (PV)            | 76.896                        | 10,24%                        |
| Arthur Bisneto (PSDB)         | Professor José Carlos (PSDB)  | 25.001                        | 3,33%                         |
| Herbert Amazonas (PSTU)       | Sidney Cabral (PSTU)          | 3.062                         | 0,41%                         |
| Total de votos válidos        | Total de votos válidos        | 751.104                       | 100,00%                       |
| Votos apurados                |                               |                               |                               |
| Votos válidos                 | Votos válidos                 | 751.104                       | 95,12%                        |
| Votos em branco               | Votos em branco               | 7.555                         | 0,96%                         |
| Votos nulos                   | Votos nulos                   | 30.938                        | 3,92%                         |
| Total de votos apurados       | Total de votos apurados       | 789.597                       | 100,00%                       |
| Eleitores                     |                               |                               |                               |
| Comparecimento                | Comparecimento                | 789.597                       | 86,92%                        |
| Abstenções                    | Abstenções                    | 118.838                       | 18,08%                        |
| Total de eleitores            | Total de eleitores            | 908.435                       | 100,00%                       |
| Fonte:                        |                               |                               |                               |
| Segundo turno                 |                               |                               |                               |

| 2º Turno 31 de outubro de 2004 | 2º Turno 31 de outubro de 2004 | 2º Turno 31 de outubro de 2004 | 2º Turno 31 de outubro de 2004 |
| Candidato(a)                   | Vice                           | Votação                        | Votação                        |
| Candidato(a)                   | Vice                           | Total                          | Porcentagem                    |
| ------------------------------ | ------------------------------ | ------------------------------ | ------------------------------ |
| Serafim Corrêa (PTB)           | Mário Frota (PDT)              | 386.767                        | 51,68%                         |
| Amazonino Mendes (PFL)         | Bosco Saraiva (PPS)            | 361.580                        | 48,32%                         |
| Total de votos válidos         | Total de votos válidos         | 748.347                        | 100,00%                        |
| Votos apurados                 |                                |                                |                                |
| Votos válidos                  | Votos válidos                  | 748.347                        | 98,26%                         |
| Votos em branco                | Votos em branco                | 3.814                          | 0,50%                          |
| Votos nulos                    | Votos nulos                    | 9.422                          | 1,24%                          |
| Total de votos apurados        | Total de votos apurados        | 761.583                        | 100,00%                        |
| Eleitores                      |                                |                                |                                |
| Comparecimento                 | Comparecimento                 | 761.583                        | 83,83%                         |
| Abstenções                     | Abstenções                     | 146,852                        | 16,17%                         |
| Total de eleitores             | Total de eleitores             | 908.435                        | 100,00%                        |
| Eleito(a)                      |                                |                                |                                |

| Partido | Partido | Candidato          | Votos   | Votos (%) |
| ------- | ------- | ------------------ | ------- | --------- |
|         | PFL     | Amazonino Mendes   | 326 709 | 43,5%     |
|         | PSB     | Serafim Corrêa     | 216 103 | 28,77%    |
|         | PCdoB   | Vanessa Grazziotin | 103 333 | 13,76%    |
|         | PV      | Plínio Valério     | 76 896  | 10,24%    |
|         | PSDB    | Arthur Bisneto     | 25 001  | 3,33%     |
|         | PSTU    | Herbert Amazonas   | 3 062   | 0,41%     |
| Totais  | Totais  | Totais             | 751 104 |           |

| Partido | Partido | Candidato        | Votos   | Votos (%) |
| ------- | ------- | ---------------- | ------- | --------- |
|         | PSB     | Serafim Corrêa   | 386 767 | 51,68%    |
|         | PFL     | Amazonino Mendes | 361 580 | 48,32%    |
| Totais  | Totais  | Totais           | 748 347 |           |

### Vereadores
| Candidato             | Partido | Votos  | Porcentagem |
| --------------------- | ------- | ------ | ----------- |
| Sabino Castelo Branco | PP      | 58.703 | 7,73%       |
| Praciano              | PT      | 12.502 | 1,65%       |
| Mirtes Salles         | PPS     | 10.303 | 1,36%       |
| Paulo Nasser          | PSC     | 9.456  | 1,25%       |
| Nelson Amazonas Azedo | PFL     | 9.127  | 1,20%       |
| Ari Moutinho          | PPS     | 8.248  | 1,09%       |
| Conceição Sampaio     | PTdoB   | 7.861  | 1,04%       |
| Amauri Colares        | PSC     | 6.943  | 0,91%       |
| Chico Preto           | PPS     | 6.550  | 0,86%       |
| Cláudia Janjão        | PPS     | 6.270  | 0,83%       |
| Leonel                | PDT     | 6.195  | 0,82%       |
| Isaac Tayaah          | PFL     | 6.123  | 0,81%       |
| Fabrício Lima         | PSDB    | 6.025  | 0,80%       |
| Dr. Gomes             | PFL     | 6.036  | 0,79%       |
| Josué Neto            | PFL     | 5.994  | 0,79%       |
| Gilmar Nascimento     | PMDB    | 5.889  | 0,78%       |
| José Ricardo          | PT      | 5.793  | 0,76%       |
| Irailton Sena         | PTdoB   | 5.684  | 0,75%       |
| Massami Miki          | PSL     | 5.678  | 0,75%       |
| Coronel Vicente       | PMDB    | 5.564  | 0,73%       |
| Mario Bastos          | PRP     | 5.466  | 0,72%       |
| Jéferson Anjos        | PDT     | 5.346  | 0,70%       |
| Sildomar              | PRTB    | 5.340  | 0,70%       |
| Glória Carratte       | PP      | 5.313  | 0,70%       |
| Costinha              | PAN     | 5.123  | 0,67%       |
| Elias Emanuel         | PHS     | 5.105  | 0,67%       |
| Pr. Jorge Luiz        | PTdoB   | 5.083  | 0,67%       |
| Jorge Maia            | PL      | 5.007  | 0,66%       |
| Paulo de Carli        | PDT     | 4.799  | 0,63%       |
| Toni Ferreira         | PP      | 4.532  | 0,60%       |
| Roberto Sabino        | PP      | 4.263  | 0,56%       |
| Luiz Fernando         | PTN     | 3.654  | 0,48%       |
| Braguinha             | PP      | 3.394  | 0,45%       |
| Lúcia Antony          | PCdoB   | 3.387  | 0,45%       |
| Ayr José              | PV      | 2.877  | 0,38%       |
| Braz Silva            | PP      | 2.718  | 0,36%       |
| Tatá                  | PSDC    | 2.249  | 0,30%       |